# Lin Biao
En aquest nom xinès, el cognom és Lin.
Lin Biao (xinès: 林彪)  (Huanggang, 5 de desembre de 1907 - Öndörkhaan, 13 de setembre de 1971) va ser un militar i polític xinès.

## Dades biogràfiques
El seu pare era un petit terratinent que es va arruïnar a conseqüència de les requises dels “senyors de la guerra” que eren els responsables de la divisió del país arran de la caiguda de la dinastia manxú el 1911.
A 18 anys ingressa a l'Acadèmia militar de Whampoa que va fundar Sun Yat-sen. Aquest centre havia de ser on es prepararien el nucli militar del partit Kuomintang (KMT). Participa en l'Expedició del Nord campanya que va dur a terme Chiang Kai-shek per a reunificar la Xina. Es revela com a soldat brillant i obté la graduació. Brillant soldat, Lin és ascendit al rang de comandant de batalló de l'Exèrcit Nacional Revolucionari. Acaba la seva formació militar el 1925. I obté el rang de coronel a 20 anys. Entre els seus diversos càrrecs: membre del Politburó, sotspresident (1958) i Ministre de Defensa (1959) durant el govern de Mao Zedong.

## Militància comunista i persecució del Kuomingtang
El 1924 s'afilia a la Lliga de la Joventut Comunista de la Xina. Sun Yat-sen havia donat el vistiplau a l'ingrés de comunistes a l'Acadèmia militar tot considerant que formaven un grup petit i que l'URSS ho veuria amb bons ulls. Durant la seva formació militar a Whampoa aconseguí unes bones relacions amb un dels fundadors del partit comunista (PCX), Zhou Enlai i amb l'assessor Vasily Blyukhe, general soviètic.
A la mort de Sun (1925), Chiang Kai-shek va ordenar una terrible purga contra els comunistes. Amb la ruptura amb el Kuomintang (que durà del 1926 al 1937) Stalin va aconsellar la formació d'un força militar pròpia, l'Exèrcit Roig. Lin, abandonarà l'exèrcit del KMT i lluitarà sota les ordres de Zhu De.
Es va traslladar a Jiangxi on Mao havia organitzat un soviet i on Lin Biao, el 1932 rep el comandament del I Cos de l'Exèrcit Roig format per 20.000 soldats.
Chiang Kai-shek hi envia un nombrós exèrcit de 700.000 homes amb el suport de l'aviació al territori controlat pels comunistes per expulsar-los i exterminar-los. Aconseguirà encerclar les forces comunistes que arribaven a 150.000 combatents. Llavors l'Exèrcit Roig es retira. Lin participa en la denominada “Llarga Marxa”. Una de les seves accions heroiques va ser la lluita, gairebé llegendària, per l'antic Pont de Luding sobre el riu Dadu. Aquest episodi encara està subjecte a controvèrsia.
La col·laboració entre Mao i Lin serà molt estreta.
Enmig de la guerra civil, esclata la guerra contra el Japó.

## Guerra contra el Japó (1937-1945)
El 7 de juliol de 1937, als afores de Pequín, arran d'un incident entre tropes xineses i japoneses, aparentment provocat, el denominat Incident del Pont de Marco Polo, s'inicia una guerra no declarada entre Xina i Japó (Segona Guerra Sinojaponesa). Això afavorirà la creació d'un Front Nacional Unit entre el PCX i el KMT amb el qual comunistes i nacionalistes lluitaran junts contra l'enemic comú: l'invasor japonès. Lin dirigirà la 115 divisió del 18è Grup d'Exèrcit controlat pel partit comunista. Hàbilment, Lin farà servir la lluita de guerrilles segons els principis de Mao i Zhu De. El 25 septembre 1937 es produeix la primera victòria xinesa: la batalla de Pingxingguan contra un exèrcit japonès menys nombrós però millor equipat. Serà una de les poques victòries. Lin Biao i Peng Dehuai aconseguiran un enorme prestigi com a comandants. Lin serà greument ferit el 1938.
La ciutat de Yan'an era, en aquells moments, la base política i militar del PCX després de la Llarga Marxa. A Lin se li encarrega la direcció de la seva Acadèmia Militar. Acabarà malalt de tuberculosi i viatjarà a Moscou per a guarir-se. A la capital soviètica exercirà com a representant del PCX en el Comité Executiu de la Internacional Comunista i coordinarà la col·laboració soviètica en la lluita contra el Japó. Se'n va anar de l'URSS el 1942.
La col·laboració de comunistes amb el KMT es va començar a trencar el 1938 quan els japonesos controlaven el nord de la Xina, la vall del Yangtze i les zones costaneres. La ruptura va ser definitiva a finals de 1940 i començaments de 1941. L'entrada en la Segona Guerra Mundial dels Estats Units farà que la Xina declari formalment la guerra al Japó i rebi l'ajuda aliada i, llavors, després d'una aparent fase d'estancament els invasors aniran perdent terreny. Mentre el KMT cercava evitar la creixent influència dels comunistes aliant-se amb elements reaccionaris i impopulars, els rojos multiplicaven la seva propaganda política i efectuaven reformes a favor dels camperols.

## De nou la Guerra Civil (1945-1949)
Acabada la guerra amb l'expulsió dels japonesos, comença sense interferència la lluita pel poder a la Xina; però abans han de controlar els territoris que havien estat sota domini japonès. Els nacionalistes del KMT reben el suport dels nord-americans i controlen la major part del territori. Els comunistes, que han rebut dels soviètics les armes capturades als japonesos, controlen el nord-oest del país. Malgrat els esforços del general Marshall per trobar una solució negociada al conflicte, la guerra civil és inevitable. Chiang Kai-shek, en contra de l'opinió dels assessors nord-americans, inicia una ofensiva al nord-oest on Lin ha estat nomenat secretari del Buró del partit i on dirigeix l'exèrcit roig. Lin tindrà un paper destacat en aquest conflicte armat. Inicialment l'exèrcit del KMT aconsegueix les primeres victòries però la guerrilla comunista captura les principals ciutats de Manxúria que havien estat abandonades pels japonesos. Les tropes de Lin recuperaran tot aquest territori el 1948. Beijing, Tianjin, Wuhan, o Guangzhou i l'illa de Hainan (1949) acabaran sota el control comunista. El 1955 obté el rang de mariscal de l'Exèrcit Popular d'Alliberament.

## El camí vers el poder
L'ascens de Lin en el partit va ser lent malgrat el seu prestigi com a militar; el seu estat de salut va ser un seriós hàndicap. Va ser membre del Politburó. El 1959 esdevé ministre de defensa, succeint Peng Dehuai. Inicia un canvi en l'exèrcit que s'inspirava en el model rus i l'ideologitza encara més: un nucli que irradia maoisme. El 1965 escriu la seva tesi “Visca la guerra victoriosa del poble” on tracta de la revolució en països subdesenvolupat tot defensant el model revolucionari xinès. Fidel a Mao, tindrà un paper importantíssim en la Revolució Cultural, vertebrant-la amb l'exèrcit. Amb la intenció de propagar les idees de Mao, Lin Biao en farà un recull basat en els seus discursos i escrits: Cites del President Mao, conegut a casa nostra com el “Llibre Roig” del qual existeix una versió catalana editada a Perpinyà.
El IX Congrés del partit comunista acorda nomenar Lin successor de Mao.

## La caiguda
En la lluita pel poder s'enfronten tres faccions rivals que Mao tindrà en compte per tal d'augmentar la seva influència: la reformista que encapçala Zhou Enlai, la de Lin Biao i Chen Boda, i la Banda dels Quatre encapçalada per l'esposa de Mao, Jiang Qing. Progressivament Mao s'anirà distanciant de Lin: per interferències de l'exèrcit en els comitès provincials, la seva oposició, davant les tensions amb l'URSS, a una aproximació de la Xina als Estats Units. Lin serà acusat de conspirar contra Mao. El 1971 serà objecte d'una purga. Les causes són encara poc clares i objecte de polèmiques: un suposat prosovietisme, contactes amb Taiwan i professionalitzar l'exèrcit en contra de la idea de Mao d'un exèrcit popular. Segons la versió oficial, Lin pretenia assassinar Mao i va ser la seva filla qui va denunciar el complot. Acorralat, va fugir en un avió (amb la seva esposa i el seu fill) i per no ser capturat, l'avió es va enlairar amb poc combustible i es va estavellar a Mongòlia.